# Chickenpox
"Chickenpox" é o décimo episódio da segunda temporada da série de desenho animado estadunidense South Park, e o de número 23 da série em geral. Escrito por Trey Parker, Matt Stone e Trisha Nixon, e dirigido por Parker, o episódio foi transmitido originalmente em 26 de agosto de 1998 através do canal de televisão Comedy Central. No episódio, os pais dos garotos expõem intencionalmente seus filhos à varicela.

## Enredo
A varicela infecta Stan, sua irmã Shelly e Kenny. As mães dos outros meninos começam a pensar que talvez seus filhos deveriam ser expostos a varicela, de modo a obtê-la enquanto eles são jovens, quando é mais fácil de lidar. Os pais concordam e manda os garotos para passar a noite na casa de Kenny, mas os meninos não demonstra entusiasmo por passar a noite na casa de Kenny porque ele é pobre. No dia seguinte, Cartman e Stan ficam doentes, mas Kyle Broflovski não. A varicela de Stan fica tão crítica que ele tem que ser internado no hospital junto com sua irmã. A Sra. Broflovski tenta enviar Kyle para a casa de Kenny novamente, apesar dos protestos de Kyle, mas ele ainda não é contagiado pela doença.
Sra. Broflovski e Sra. McCormick descobrem que seus maridos já haviam sido amigos íntimos, então a Sra. Broflovski tenta consertar a amizade deles, colocando-os em uma viagem de pesca. No entanto, a viagem não ocorre como o planejado e os dois brigam. Gerald faz um discurso a Kyle sobre como algumas pessoas precisam ser mais pobres do que outras como parte de uma sociedade capitalista. Como parte de sua tarefa de casa, o discurso do pai faz com que Kyle elabore um plano para eliminar todas as pessoas pobres do mundo para torná-lo um lugar melhor, colocando-os em campos de concentrações; Isso faz Gerald perceber como suas crenças são insensíveis.
Depois que Kyle descobre que seus pais planejaram a contaminação deles, o garoto ajuda Stan a fugir do hospital. Ambos vão à casa de Cartman para contar a ele e então decidem se vingar dos adultos pelo que fizeram. Os pais começam uma busca frenética, enquanto os meninos procuram Frida, uma prostituta local que tem herpes, os garotos pagam-na para ir às suas casas e usar os itens dos pais para contaminá-los. Os pais encontram as crianças e levam de volta ao hospital; Kyle finalmente fica doente. O episódio termina com todos os meninos no hospital rindo de seus pais com herpes visíveis nos rostos.

## Lançamento caseiro
Todos os 18 episódios da segunda temporada, incluindo "Chickenpox", foram lançados em um box set de DVD em 3 de junho de 2003.